# تجمع قوى خط الإمام
تجمع قوى خط الإمام (بالفارسية: مجمع نیروهای خط امام) هي مجموعة سياسية إصلاحية إيرانية. الحزب عضو في مجلس تنسيق جبهة الإصلاح  وهادي خامنئي هو أمينه العام. وكانت صحيفة حیات نو مرتبطة بالمجموعة. الحزب يتخذ مواقف معتدلة وينتمي إلى اليسار.